# 黑蘭煞
是一部在2011年上映的動作片。奧利弗·米加頓導演，盧·貝松編劇、監製，柔伊·莎達娜主演。

## 剧情
1992年，哥倫比亞九歲女孩卡塔莉亞，其父母因握有毒梟唐路易的不法跡証，被唐路易派人殺害。父母雙亡的卡塔莉亞刺傷了唐路易部下的馬可，透過中央情報局的幫助，從波哥大逃到美國，卡塔莉亞認為中情局不可靠，隻身來到了芝加哥，投奔叔叔艾米利歐。
艾米利歐是芝加哥的黑幫老大，和卡塔莉亞的祖母同住，艾米利歐命卡塔莉亞好好讀書，不願卡塔莉亞踏上江湖路。但卡塔莉亞一心做個殺手，要報不共戴天的殺父之仇。十五年後，在卡塔莉亞的堅持下，艾米利歐讓她擔任刺客，接受委託，刺殺許多黑幫人物或者不法分子。卡塔莉亞趁機在死者們屍體上，畫一個「嘉德麗雅蘭」圖案。而透過報紙的報導，遠在哥倫比亞的仇家唐路易知道，當年仇家的女兒卡塔莉亞，尚在人世。
其實卡塔莉亞是想要引蛇出洞，把唐路易與馬可引出來，好一一報仇。但是唐路易與馬可跟中央情報局勾結，還來到了美國，意圖斬草除根，殺了艾米利歐與卡塔莉亞的祖母。另一方面，聯邦調查局也因為二十幾起謀殺案而追緝卡塔莉亞。
面臨黑、白兩道的追緝，卡塔莉亞走投無路，她的畫家男友無意間更害她暴露行蹤，但卡塔莉亞並未逃避，還是決心為父母、叔父、祖母報血海深仇....

## 主要演員
| 演員              | 角色             |
| ----------------- | ---------------- |
| 柔伊·莎達娜       | 卡塔莉亞（成年） |
| 阿曼德拉·斯坦伯格 | 卡塔莉亞（幼年） |
| 邁克·瓦爾坦       | 卡塔莉亞男友     |
| 克利夫·柯蒂斯     | 艾米利歐         |
| 藍尼·詹姆士       | 調查局幹員       |
| 詹迪·莫拉         | 馬可             |

## 譯名爭議
本片在臺灣上映時，片商將電影譯為《黑蘭嬌》，指其有「黑」人、嘉德麗雅「蘭」、「嬌」娃三大特點。但因国家通讯传播委员会認為片名《黑蘭嬌》與臺語的「烏膦屌」（黑色陰莖）為諧音，有「妨害善良風俗」之嫌疑，命片商更改片名，片商只好改為《黑蘭煞》。